# Backwater Glacier
Der Backwater Glacier (englisch für Nebengewässergletscher) ist ein 7 km langer Talgletscher im ostantarktischen Viktorialand. Am südlichen Ende der Eisenhower Range liegt er zwischen dem Anderton- und dem Carnein-Gletscher.
Der neuseeländische Glaziologe Trevor J. H. Chinn (1937–2018) benannte ihn 1985. Seinen deskriptiven Namen verdankt der Gletscher dem Umstand, dass er durch die Eismassen des ungleich größeren Reeves-Gletschers gespeist wird.